# Silva Brank
Sliva Brank, slovenska pisateljica in pesnica, * 30. september 1938, Maribor, † 26. januar 2021.

## Življenje in delo
S. Brank je obiskovala nižjo gimnazijo in Srednjo ekonomsko šolo. Nato je diplomirala na Višji upravni šoli v Ljubljani. Od leta 1963 živi in dela v Škofji Loki. 
Piše pesmi in prozo za otroke in odrasle. Večino del je izdala v samozaložbi. Njena prva knjižna izdaja so pesmi pod naslovom Razpotje (1988). Sicer pa je dosedaj izdala tri pesniške zbirke in štiri knjige proze.